# Goldenes Zeitalter des Alpinismus
Als das Goldene Zeitalter des Alpinismus wird eine Zeit um die Mitte des 19. Jahrhunderts bezeichnet, in der die meisten bedeutenden Berge der Westalpen zuerst bestiegen wurden. Wichtige Ereignisse, die den Beginn des Goldenen Zeitalters markieren, waren die vierte Besteigung des Wetterhorns 1854 durch Alfred Wills und Gefährten und die Erstbesteigung der Dufourspitze im Monte-Rosa-Massiv durch fünf britische Alpinisten und drei Schweizer Bergführer im Jahr 1855. Die Erstbesteigung des Matterhorns durch Edward Whymper und Gefährten 1865 wird schließlich als das Ende dieser historischen Phase des Alpinismus angesehen.
Im Goldenen Zeitalter des Alpinismus führten vor allem britische Alpinisten mit Bergführern aus der Schweiz und Frankreich die meisten Erstbesteigungen der hohen Gipfel der Westalpen aus. Vor allem zu Beginn dienten die Unternehmungen auch wissenschaftlichen Zwecken, eine bedeutende Rolle spielte dabei unter anderem der Physiker John Tyndall. Zu sportlich orientierten Alpinpionieren jener Zeit gehörten der Historiker und Literat Leslie Stephen, der anglikanische Geistliche Charles Hudson und der Matterhorn-Erstbesteiger Edward Whymper. In diese Zeit fällt auch die Gründung des britischen Alpine Club 1857, des Österreichischen Alpenvereins 1862 und des Schweizer Alpen-Clubs 1863.

## Erstbesteigungen im Goldenen Zeitalter des Alpinismus
- Dufourspitze, Mont Blanc du Tacul, Weissmies (1855)
- Aiguille du Midi, Allalinhorn, Lagginhorn (1856)
- Mönch (1857)
- Dom, Eiger, Nadelhorn, Piz Morteratsch, Wildstrubel-Westgipfel (1858)
- Aletschhorn, Bietschhorn, Grand Combin, Grivola, Rimpfischhorn, Monte Leone (1859)
- Alphubel, Blüemlisalphorn, Gran Paradiso, Grande Casse (1860)
- Monte Viso, Castor, Liskamm, Nordend, Monte Viso, Schreckhorn, Fluchthorn, Weisshorn (Wallis), Wildspitze (1861)
- Dent Blanche, Gross Fiescherhorn, Monte Disgrazia, Täschhorn, Doldenhorn (1862)
- Dent d’Hérens, Parrotspitze, Piz Zupò, Basodino, Bifertenstock, Clariden (1863)
- Grande Motte, Aiguille d’Argentière, Barre des Écrins, Marmolada, Mont Dolent, Pollux, Balmhorn, Presanella, Piz Kesch, Zinalrothorn (1864)
- Aiguille de Bionnassay, Aiguille Verte, Grande Rocheuse, Grandes Jorasses Pointe Whymper, Grand Cornier, Matterhorn, Ober Gabelhorn, Lauterbrunner Breithorn, Tschingelhorn, Nesthorn, Gross Grünhorn, Dammastock, Piz Buin, Ringelspitz, Piz Roseg (1865)